# Pániq-szoba
A Pániq-szoba egy három kontinensen jelen lévő, szabaduló játékokkal foglalkozó vállalkozás. Az első Pániq-szoba Budapesten, Magyarországon nyílt meg, 2012-ben. Azóta az Amerikai Egyesült Államokban és Ausztráliában is nyíltak az angol nyelven Paniq Roomnak nevezett egységek.
Az igazi garázsvállalkozásként induló cég jelenleg 8 pályával rendelkezik Magyarországon. Folyamatos terjeszkedésének köszönhetően a márka már az óceánon túl is, Los Angelesben (Hollywoodban) 2 pályával, San Franciscóban 3 pályával, Miamiban 3 pályával, San Diegóban 3 pályával, valamint Ausztráliában is jelen van.

## A cég története
Az első Pániq-szoba 2012 márciusában nyitotta meg kapuit, a világ egyik első live escape game szobái közé tartozik.
A Pániq-szoba Magyarországon megvalósított ötlete és koncepciója Koltai Balázs nevéhez fűződik, ugyanakkor a márkanév sikerre vitelében elengedhetetlen szerepe volt - a céghez kicsivel később csatlakozó - Ureczky Balázsnak. A menekülőszobák jelenleg Budapest egyik fő turisztikai attrakciói a romkocsmák mellett.

## Menekülőszoba (szabadulószoba)
Az élő szabaduló játékok már a 2000-es évek második felében elindultak hódító útjukra, ugyanakkor igazi népszerűségre csak jóval később, leginkább Budapesten tettek szert. Minden menekülőszoba egy-egy történet köré épül, a szobák jellegét, stílusát a sztoriból adódó kiegészítőkkel, belsőépítészeti megoldásokkal alakítják. A flow élményen alapuló valós idejű kalandjáték lényege, hogy egy csapatnak adott időn belül ki kell jutnia egy bezárt helyiségcsoportból. A pozitív visszacsatolás, a sikerélmény folyamatosan jelen van, attól a pillanattól kezdve, amint a játékosok mögött bezárul az ajtó. Klasszikus formája, és a kíméletlenül ketyegő óra szerint 60 perc áll a játékosok rendelkezésére, ezalatt a megállíthatatlan keresgélés, a kijutáshoz szükséges elszánt csapatmunka és a következő lépés kitalálásához nélkülözhetetlen izgalom felülírja a megszokott, hétköznapi viselkedési szabályokat. Teljesen elmerülve a logikai feladványokban, ügyességi feladatokban, és koncentrálva a rejtett összefüggésekre, kulcsokra és zárakra, szinte megszűnik az idő és a tér, eltűnnek a privát gondok és csak a kódok, titkos üzenetek léteznek és várnak megoldásra. A játék lényeges eleme az adrenalinszint fenntartása, mely az idő múlásával, a bezártság érzésének folyamatos jelenlétével, valamint a józan ész, a logikus tudás és az intuitív gondolkodás által kieszelt kreatív feladatok kódjainak megoldásával egyenes arányban nő. A menekülőszoba csapat- és önismereti játék is egyben.

## Érdekességek
Az első Pániq-szoba, a Fűrész film tematikája alapján épült meg egy budapesti bérház elhagyatott pincéjében. A néhány százezer forintos beruházás annyira népszerű lett, hogy – a jelentős sajtóvisszhangnak köszönhetően – körülbelül 2 hét alatt visszahozta a befektetett összeget. A hollywoodi egység nyitását követő Groupon kampányakciót közel 600 értesített egységszámot követően, 8 nap után le kellett állítani. A promóció annyira sikeres volt, hogy a cég az átlagos kampányindulásokhoz képest hatszoros forgalmat generált a Grouponon. Külön érdekesség, hogy – a Groupon mérése alapján – az extrém nyitási terhelés ellenére is 99%-os volt a vendégelégedettség.
Az élő szabadulószobák a 90-es évek point-and-click számítógépes játékötletén alapulnak. A játékok tervezésben és gyártásában részt vesznek szerepjátékosok, villamosmérnökök, fizikusok, kémikusok és bűvészek.
Az amerikai Pániq-szoba legnépszerűbb témái a börtön és az elmegyógyintézet. A cég folyamatosan kísérletezik új koncepciókkal, többek között működik droglabor, katonai bunker vagy kalóztanya is. A játékok tervezésben és gyártásában részt vesznek szerepjátékosok, villamosmérnökök, fizikusok, kémikusok és bűvészek.